# Campbell (Califórnia)
Campbell é uma cidade localizada no estado americano da Califórnia, no condado de Santa Clara. Foi incorporada em 28 de março de 1952.

## Geografia
De acordo com o United States Census Bureau, a cidade tem uma área de 15,2 km², onde 15 km² estão cobertos por terra e 0,2 km² por água.

### Localidades na vizinhança
O diagrama seguinte representa as localidades num raio de 8 km ao redor de Campbell. 

## Demografia
Segundo o censo nacional de 2010, a sua população é de 39 349 habitantes e sua densidade populacional é de 2 619,44 hab/km². É a cidade mais densamente povoada do condado de Santa Clara. Possui 16 950 residências, que resulta em uma densidade de 1 128,35 residências/km².